# Констан, Бенжамен
Анри́-Бенжаме́н Конста́н де Ребе́к (фр. Henri-Benjamin Constant de Rebecque; 25 октября 1767 года, Лозанна, Швейцария — 8 декабря 1830 года, Париж, Франция) — французско-швейцарский философ, писатель и поэт, публицист, политический деятель времён Французской революции, бонапартизма и Реставрации.

## Биография
Бенжамен Констан родился в семье гугенотов. Получил образование у частных учителей; затем в 1782—1783 годах учился в Университете Эрлангена (Бавария), затем (до 1785 года) в Эдинбургском университете (Шотландия). Впервые прибыл в Париж в мае 1785. В 1788—1795 годах был женат на Минне фон Грамм.

### Констан и Жермена де Сталь
Знакомство Бенжамена Констана с писательницей Ж. де Сталь состоялось в сентябре 1794 года в Женеве. когда после казни Людовика XVI она вместе с отцом (Жаком Неккером) отправилась в изгнание в Швейцарию и на берегу Женевского озера в замке Коппе ожидала конца Террора. Констан сделался фактическим мужем де Сталь; в июне 1797 года у них родилась дочь Альбертина. В мае 1795 года, после Термидора, они вместе вернулись в Париж, где Констан принял французское гражданство. Взаимоотношения Констана и де Сталь продолжались до декабря 1807 года.

### Политическая деятельность
С 1796 года Констан активно поддерживал Директорию. В 1799—1802 годах был членом Законодательного трибунала, а с октября 1803 по декабрь 1804 года находился в эмиграции. В ходе «Ста дней» разрабатывал дополнения к конституции Наполеона I. После вступления российских войск в Париж в мае 1814 года был представлен Александру I. В марте 1819 года был избран в палату депутатов. В 1830 году Констан поддержал Июльскую революцию, приведшую к власти короля Луи Филиппа.
На протяжении политической карьеры Констана можно проследить двойственность его отношения к революции. С одной стороны он выступал на стороне революции против королевской власти, одобряя и наименее либеральные методы (Директория), а с другой — был критиком, и очень строгим, стиля и нравов того времени.

## Литературное творчество

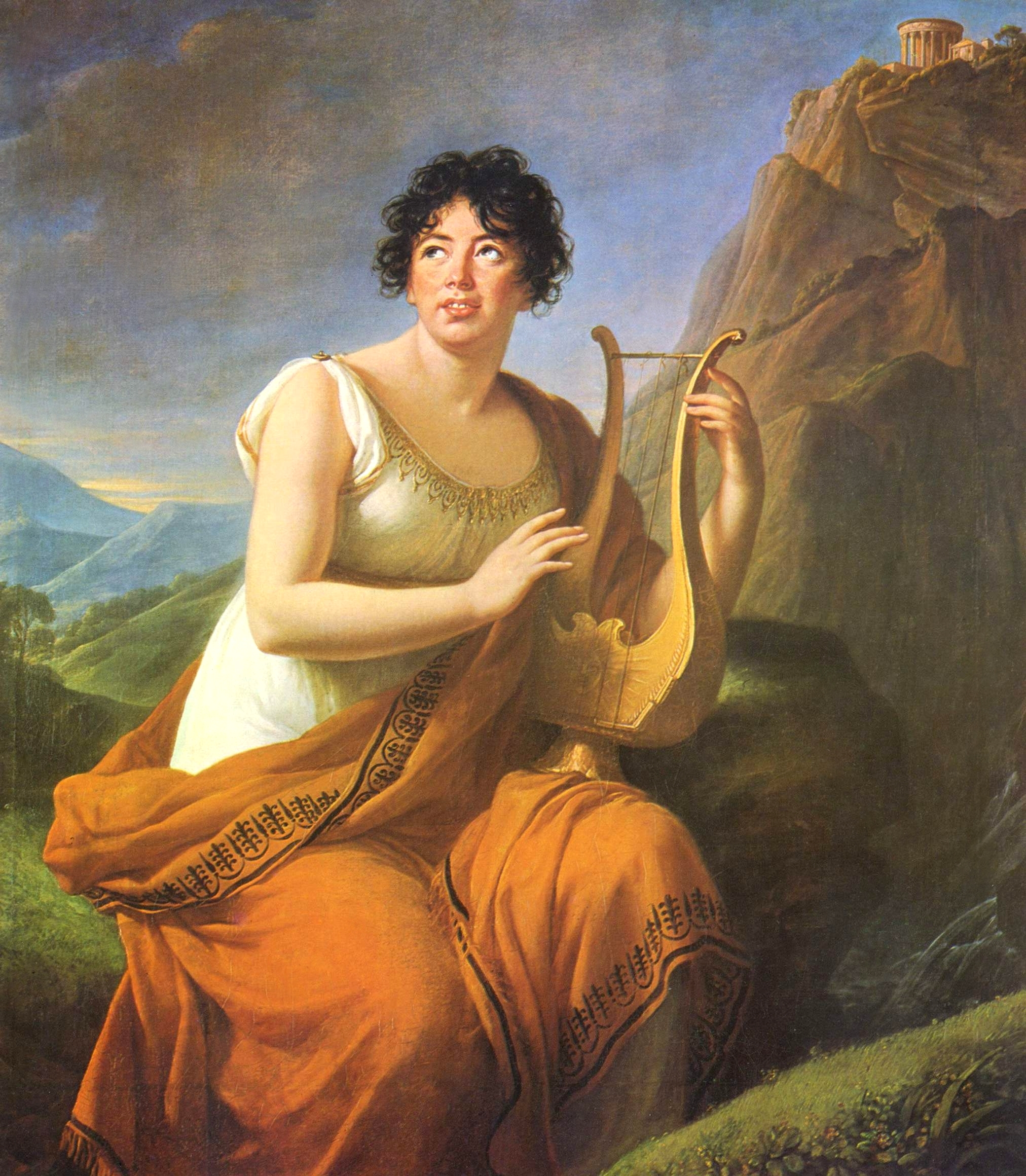
М. Э. Виже-Лебрен. Портрет госпожи де Сталь в образе Коринны

Бенжамен Констан — один из крупнейших представителей французского романтизма. Первое своё литературное сочинение, героическую эпопею «Рыцари», он сочинил в двенадцатилетнем возрасте. С 1803 г. вёл дневники. Им была выполнена переделка пьесы Шиллера «Валленштейн», а мировую славу писателя принёс автобиографический роман «Адольф», (соч. в 1806 в Женеве, опубл. в Лондоне в 1816), высоко оценённый А. С. Пушкиным. Главный герой романа оказал заметное влияние на творчество русского поэта, он стал одним из первых образцов романтического героя — «сына века». Автобиографическое начало характеризует и два других прозаических сочинения писателя, опубликованных только в XX веке. Это повести «Красная тетрадь» (оригинальное название — «Моя жизнь», 1807, опубл. в 1907) и «Сесиль» (около 1810, опубл. в 1951); в последней Констан запечатлел историю своих взаимоотношений со второй женой, Шарлоттой фон Гарденберг. В конце прошлого столетия была обнаружена рукопись ещё одного произведения, написанного Констаном совместно с его возлюбленной в 1786—1787 годах, Изабель де Шарьер де Зёйлен — эпистолярного романа «Письма Д’Арсийе-сына к Софи Дюрфе».

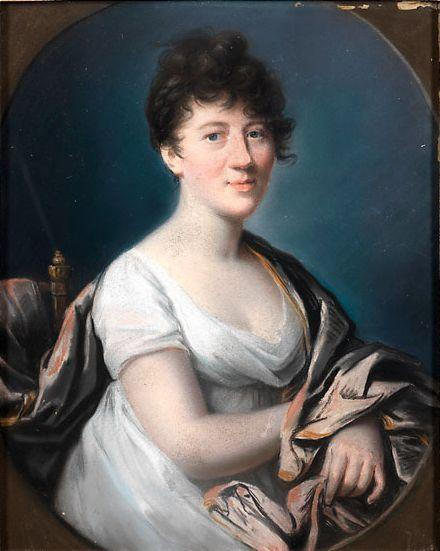
Шрёдер Й. Портрет графини Шарлотты фон Гарденберг

## Политические и философские взгляды Бенжамена Констана

### Свобода личности
Бенжамен Констан был в первые десятилетия XIX в. главным теоретиком французских либералов. Центральная тема его рассуждений, теоретических работ и выступлений в парламенте — свобода личности, взаимоотношения индивида и общества. Индивид — творец идей, которые формируют общественный дух, социальные и политические институты. Поэтому индивид, его духовное совершенствование, идейное развитие — главная забота общества и государства, которое должно гарантировать свободу и независимость, без этого невозможно совершенствование индивида. Именно на принципах свободы, считал Констан, покоится общественная и частная нравственность, основываются промышленные расчёты. Без личной свободы для людей не будет мира и счастья. Индивидуальная независимость, как важная потребность современного человека не должна быть принесена в жертву при установлении политических свобод — такова была ведущая идея рассуждений Констана, центральный пункт его расхождений с демократической концепцией Ж. Руссо. Констан был противником учения Руссо о верховной воле народа, так как считал, что масса может также стать деспотом. Концепция свободы Констана относится к так называемой «негативной» свободе, свободе от вмешательства властей в автономную область личных свобод. Граждане обладают индивидуальными правами, независимыми от всякой общественно-политической власти, а любая власть, нарушающая эти права, становится незаконной. В обосновании этого он видел смысл своей деятельности.
Согласно с понятием о промышленной свободе, Констан был против того, чтобы государство вмешивалось в отношения между предпринимателями и рабочими. Он думал, что политические права следует предоставить богатым людям, у которых есть досуг, образование, независимость. Напротив, он не скрывал страха перед низшими классами; у бедности есть свои предрассудки; бедные, будучи допущены к политическим правам, могут воспользоваться ими для захвата собственности у имущих. Главное по Констану, научиться разумно сочетать и углублять и политическую и личную свободы.

### Свобода у древних и у людей Нового времени
Констан резко противопоставлял политическую свободу античности и гражданскую свободу людей Нового времени. Несмотря на то, что в античности власть должна была быть разделена между всеми гражданами, они считали совместимым с этой коллективной свободой полное подчинение индивида власти общества, так что индивид, суверенный в общественных делах, являлся как бы рабом в частной жизни. Свобода в античных республиках состояла в деятельном участии индивида в общем властвовании, в обладании политическими правами и это было ощутимое преимущество, оно представлялось солидным и льстило самолюбию, в то время как экономическая деятельность, духовное развитие народа было всецело под контролем власти. Люди нового времени, по мнению Констана, хотят полной независимости во всем, что относится к их занятиям, мыслям, верованиям, фантазиям, то есть необходимы свобода вероисповедания, слова, преподавания и воспитания. Следовательно, преимущество, даваемое свободой в современных условиях — это преимущество быть представленным в государственных делах, участвовать в них, производя свой выбор. Таким образом, гражданская свобода как бы готовит к обладанию свободой политической.
При всём при этом, Бенжамен Констан не осуждает классические принципы, не говорит о превосходстве над ними современных, а просто подчёркивает, что применение античных принципов к современным ему условиям приносит страдания людям, заставляет их жить в противоречии с собственной природой. Отвечая на вопрос, как и почему те или иные ошибочные идеи смогли укорениться в реальности, прижиться вопреки, казалось бы, очевидно губительному их воздействию, Констан считал, что «просто существуют явления, возможные в одну эпоху и совершенно невозможные в другую».

### Политическое устройство
Констан взвешивает особенности и недостатки различных форм правления, проводит тщательный анализ политической власти в работе «Принципы политики» (1815), где развивает идеи буржуазного либерализма и идеалом государственного устройства считает конституционную монархию по английскому образцу. Что касается политического устройства, то Констан считал, что оно не должно принимать черты равенства как это было в античности, когда власть должна была быть разделена между всеми гражданами. Новое понимание свободы и взаимодействия с властью по Констану означало, прежде всего, гарантии прав личности (защита от произвола властей, право высказывать своё мнение, распоряжаться собственностью, оказывать влияние на решения властей, и т. д.). Независимость индивида в частной жизни возможна, только если власть государства ограничена, неважно при этом, зависит ли её суверенный характер от народа или от монарха. Новые требования управления наилучшим образом, по мнению Констана, обеспечивает представительная система правления, посредством которой нация перепоручает нескольким индивидам то, что не хочет делать сама. При этом, Констан осуждает всякую форму всеобщего голосования. По его мнению, участие в выборах должно быть ограничено кругом граждан, удовлетворяющих имущественному и образовательному цензу.

### Идея народного суверенитета. Прогресс европейского общества
В политической философии, Бенжамен Констан уделяет большое внимание идее суверенитета народа, именно этот вопрос в ходе социально-политического развития революционной и послереволюционной Франции превратился в самый острый. Проблемы соотношения свободы и суверенитета народа — опасности отчуждения суверенитета, сущности законной власти — выходят у Констана на первый план. В его толковании принцип суверенитета народа означает, что ни один индивид или даже группа индивидов не имеет права подчинить волю всех граждан своей личной воле, что любая законная власть должна быть делегирована этой общностью граждан. Но и делегируемая таким образом власть не может творить все, что ей заблагорассудится. Руссо, например, с целью усиления легитимности власти настаивал на максимальном расширении всеобщей воли. Бенжамен Конастан настаивает на обратном: какая-то часть человеческого существования должна оставаться исключительно индивидуальной и независимой; она по праву находится вне компетенции общественного целого. То есть суверенитет народа носит лишь ограниченный характер — по отношению к личности. Концепция народного суверенитета и демократии, по мнению Констана — это навязывание человеку XIX в. «свободы», которая могла удовлетворить только древних людей. Такой свободой, считал он, человек нового времени не может довольствоваться.
Огромное значение для будущего Европы и мира Констан придавал свободе экономической деятельности и, как следствие этого, развитию коммерции и индустрии. Он обосновывал тезис, что европейская цивилизация вступает в новый этап своего развития, который он назвал «эпохой коммерции». Благодаря развитию индустрии и коммерции, в результате свободной конкуренции, говорил он, человек обрётет, наконец, достаток и отдых. Именно индустриальное развитие принесёт народам политические свободы. Развитие индустрии и распространение либеральных принципов — это для Б. Констана две стороны одного процесса.

### Констан и религия. Космополитизм Констана
Бенжамен Констан был чрезвычайно религиозным человеком, для него совершенно очевидна была всеобщность необходимость религиозного сознания у людей. Поэтому на первом месте среди свобод, необходимых человеку, Констан ставил свободу религиозную. Он выступил с критикой учения Руссо о гражданской религии, признававшей широкое вмешательство государства в дело веры, и настаивал на том, что мысль человека является наиболее священной собственностью, будь она истиной или заблуждением. Положение Хартии 1814 года о католицизме как государственной религии противоречило убеждениям Констана. Он враг религии в форме государственного культа. Бенжамен Констан старается свести религию к степени индивидуального чувства, естественной потребности индивида, стремлении его души к Богу, поэтому предпочтение он отдаёт протестантской религии.
Учение Констана имело отчётливо космополитический характер. В становлении наций, в развитии их индивидуальных качеств Констан видел закономерный этап на пути эволюции человеческого общества, конечный пункт которой — создание единой европейской цивилизации, основанной на конституционных принципах, личных свободах индивидов и всемерном развитии индустрии. Европа рассматривалась Констаном как единое целое по своему глубинному содержанию. Поэтому в его основном политическом труде «Курс конституционной политики» (современники сразу же назвали этот труд «учебником свободы») утверждалось, что "масса людей существует под различными именами, они имеют различную социальную организацию, но гомогенны по своей природе. Бенжамен Констан считал, что все народы Европы являются соотечественниками и враждовать могут только руководители государств, но никак не простые их жители. Даже чувство любви к родине он назвал анахронизмом для европейского человека XIX века.

## Вывод
Констан также стоял у истоков демократии в нынешнем её понимании как утверждения политической субъективности.
Констан решил главную задачу либерализма своей эпохи — он размежевал понятия, которые объединила идея естественного права — общество и власть, политическая организация и реальное функционирование гражданского общества.
У Констана виден переход от ограничивающей концепции политической деятельности (расширение индивидуальных свобод ведёт к ограничению свободы политической) к концепции динамической, в которой расширение одной из свобод сопровождается развитием и углублением другой. Разделение гражданского общества и государства явилось открытием принципа исторического развития, и Констан здесь проявляет себя как новатор. История в качестве важнейшего элемента политического измерения становится частью общественной жизни, а также приводит к радикальному перевороту в понимании легитимного общественного времени.
Современниками Б. Констана, развивавшими аналогичные либеральные идеи, но проживавшими в другой стране — Англии, были Иеремия Бентам и Джон Стюарт Милль.

## Сочинения
- De la force du gouvernement actuel de la France et de la nécessité de s’y rallier, 1796
- Des réactions politiques, 1797
- Des effets de la Terreur, 1797
- Des suites de la contrerévolution de 1660 en Angleterre, 1798
- Amélie et Germaine, 1803
- Wallstein, 1809
- Fragments d’une ouvrage abandonné sur la possibilité d’une constitution républicaine dans un grand pays, 1803—1810
- De l’esprit de conquête et l’usurpation, 1814, памфлет против Наполеона
- Réflexions sur les Constitutions, la distribution des pouvoirs et les garanties dans une monarchie constitutionnelle, 1814
- Principes de politique applicables à tous les gouvernements représentatifs…, 1815
- De la doctrine politique qui peut réunir les partis en France, 1816
- Adolphe (Адольф), 1816
- Mémoires sur les Cent-Jours, 1820—1822
- De la réligion considérée dans sa source… (1824—1831), пятитомная история древних религий.
- Mélanges de littérature et de politique, 1829
- Le Cahier rouge, 1907
- Cécile, 1951

## Публикации на русском языке
- Адольф. — СПб., 1831.
- Адольф. — СПб., 1886.
- Адольф. — М., 1915.